# Sergijew Possad
Sergijew Possad (russisch Се́ргиев Поса́д), von 1919 bis 1930 Sergijew (Се́ргиев) und von 1930 bis 1991 Sagorsk (Заго́рск), ist eine russische Großstadt mit 98.251 Einwohnern (Stand 2024) in der Oblast Moskau, 71 km nordöstlich von Moskau. Die Stadt, deren Name so viel wie „Possad des Heiligen Sergius“ bedeutet, ist vor allem durch das dort gelegene, zum UNESCO-Welterbe zählende Dreifaltigkeitskloster bekannt. Hierdurch stellt sie eines der wichtigsten Touristenziele im Moskauer Umland dar und gehört zum sogenannten Goldenen Ring von alten historischen Städten nordöstlich von Moskau.
Die heutige Stadt Sergijew Possad ging aus mehreren Ortschaften hervor, die sich ab dem 15. Jahrhundert rund um das Dreifaltigkeitskloster gebildet hatten, welches zu jener Zeit bereits ein bedeutendes religiöses Zentrum Russlands war.

## Geographie
Sergijew Possad ist Verwaltungszentrum des gleichnamigen Rajons (Landkreises) innerhalb der Oblast Moskau. Die Stadt liegt am Moskauer Höhenrücken, 71 km nordöstlich von Moskau und rund 15 km westlich der Grenze zwischen den Oblasten Moskau und Wladimir. Die nächstgelegenen größeren Ortschaften sind Chotkowo (10 km südwestlich von Sergijew Possad), Pereswet (13 km nördlich) und Krasnosawodsk (17 km nördlich).

## Geschichte

### Gründung und Blütezeit des Dreifaltigkeitsklosters

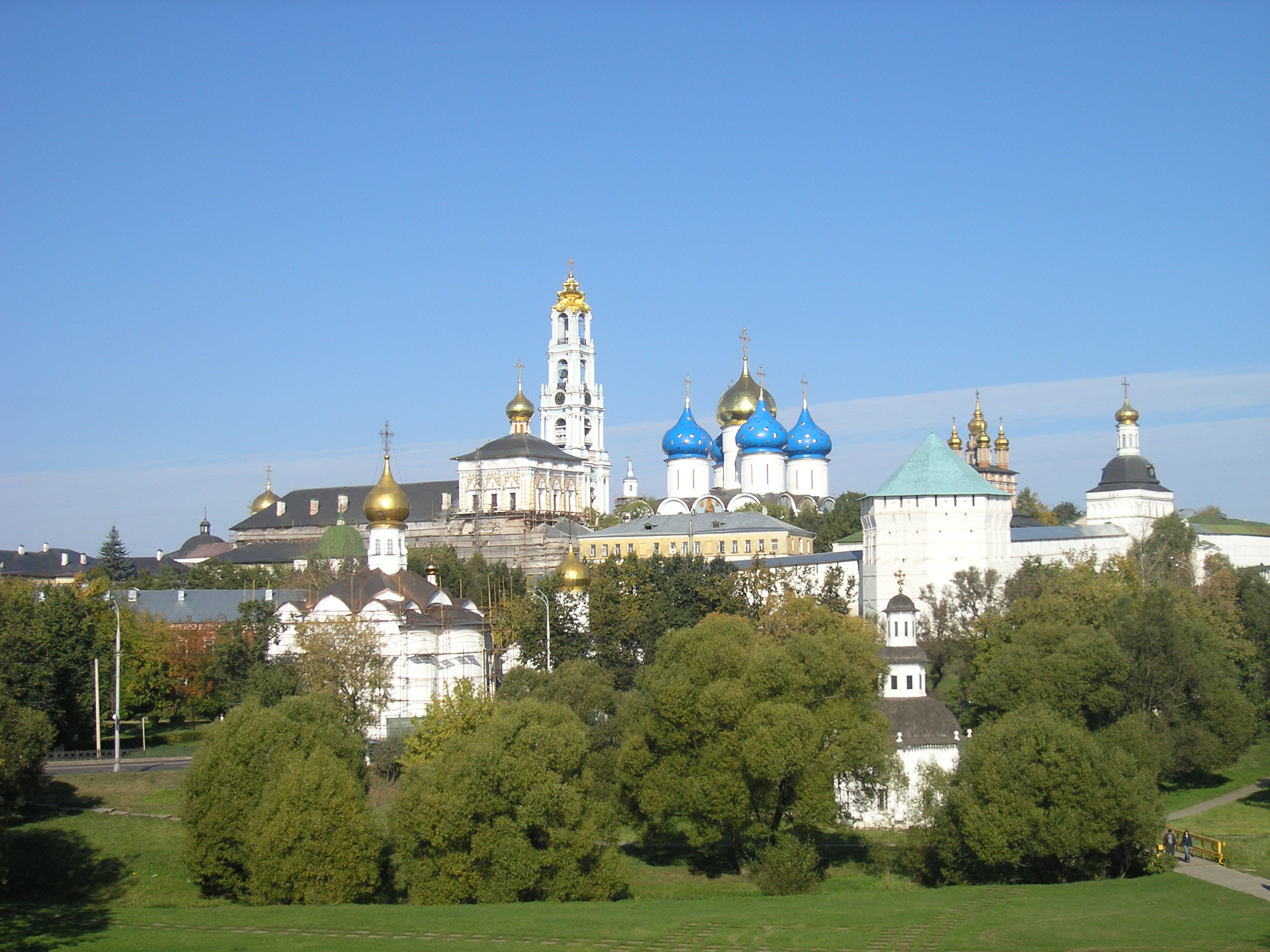
Panorama des Dreifaltigkeitsklosters

Die Geschichte der Stadt beginnt um das Jahr 1340 mit der Gründung des Dreifaltigkeitsklosters durch den später von der Russisch-Orthodoxen Kirche als Sergius von Radonesch heiliggesprochenen Mönch Bartholomäus. Ursprünglich bestand die Einsiedelei, die Sergius und sein Bruder Stefan an einem vom Flüsschen Kontschura umspülten Hügel aufgebaut hatten, aus einer schlichten Holzkirche, die der Heiligen Dreifaltigkeit geweiht worden war. Während Stefan dem entbehrungsreichen Einsiedlerleben nicht länger gewachsen war und nach Moskau ging, zog das neugegründete Kloster bald weitere Mönche an, die Abgeschiedenheit suchten. Sowohl die aktive Beteiligung Sergius’ an der Aussöhnung und Vereinigung einst verfeindeter russischer Fürstentümer als auch die Tatsache, dass die Heilige Dreifaltigkeit, der er das Kloster weihte, ein Symbol der Eintracht des Volkes – auch im Kampf gegen die damals vorherrschenden tatarischen Invasoren – gewesen war, machten Sergius und sein Kloster bereits im 14. Jahrhundert in weiten Teilen Russlands bekannt und durch zahlreiche Spenden auch recht wohlhabend.
Anfang des 15. Jahrhunderts, wenige Jahre nach Sergius’ Ableben, wurde das damals wohl gänzlich aus Holz erbaute Kloster bei einem Überfall der Tataren zerstört. Dank zahlreicher Spenden konnte die Anlage wenige Jahre später jedoch wieder aufgebaut werden. Nach der Heiligsprechung Sergius’ im Jahre 1422 entwickelte sich das Kloster zu einer Pilgerstätte orthodoxer Gläubiger aus russischen Landen. Sowohl Boris Godunow als auch später Zar Peter der Große werden als Besucher des Klosters genannt.
Nach und nach entstanden auf dem Territorium des Stiftes neue Bauwerke aus Stein und 1550 wurde das Kloster von einer neuen steinernen Mauer mit Wehrtürmen umgeben. Dank dessen sowie dem heldenhaften Einsatz der Verteidiger konnte es in den Jahren 1608–1610 einer sechzehnmonatigen polnischen Belagerung widerstehen und wurde hierdurch als Mittelpunkt des russischen Nationalgefühls gefeiert. Dies brachte dem Kloster im 17. Jahrhundert noch mehr Ruhm und Wohlstand. Zu jener Zeit begann sich innerhalb der Klostermauern das heutige architektonische Ensemble zu bilden, während vor den Mauern Ortschaften entstanden, die später zur heutigen Stadt verschmolzen.

### Entstehung der Stadt
Die ersten Ansiedlungen rund um das Dreifaltigkeitskloster gab es Überlieferungen zufolge bereits seit Ende des 14. Jahrhunderts, somit noch zu Lebzeiten des Heiligen Sergius. Zwar wurden die Dörfer während der Angriffe auf das Kloster immer wieder verwüstet und von ihren Anwohnern verlassen, doch zogen sie zu den Blütezeiten des Klosters unvermindert vor allem Händler und Handwerker an, die dank der vielen Pilger auch gut dort leben konnten. Die vorherrschenden Handwerke in dieser Gegend waren damals die Ikonenmalerei und die Holzschnitzerei; andere Handwerker spezialisierten sich wiederum auf den alltäglichen Bedarf des Klosters. Allmählich bildeten sich rund um das Kloster spezielle Handwerkersiedlungen, genannt slobody (сло́боды, Singular слобода́), die jeweils Meister eines gesonderten Handwerks beherbergten.

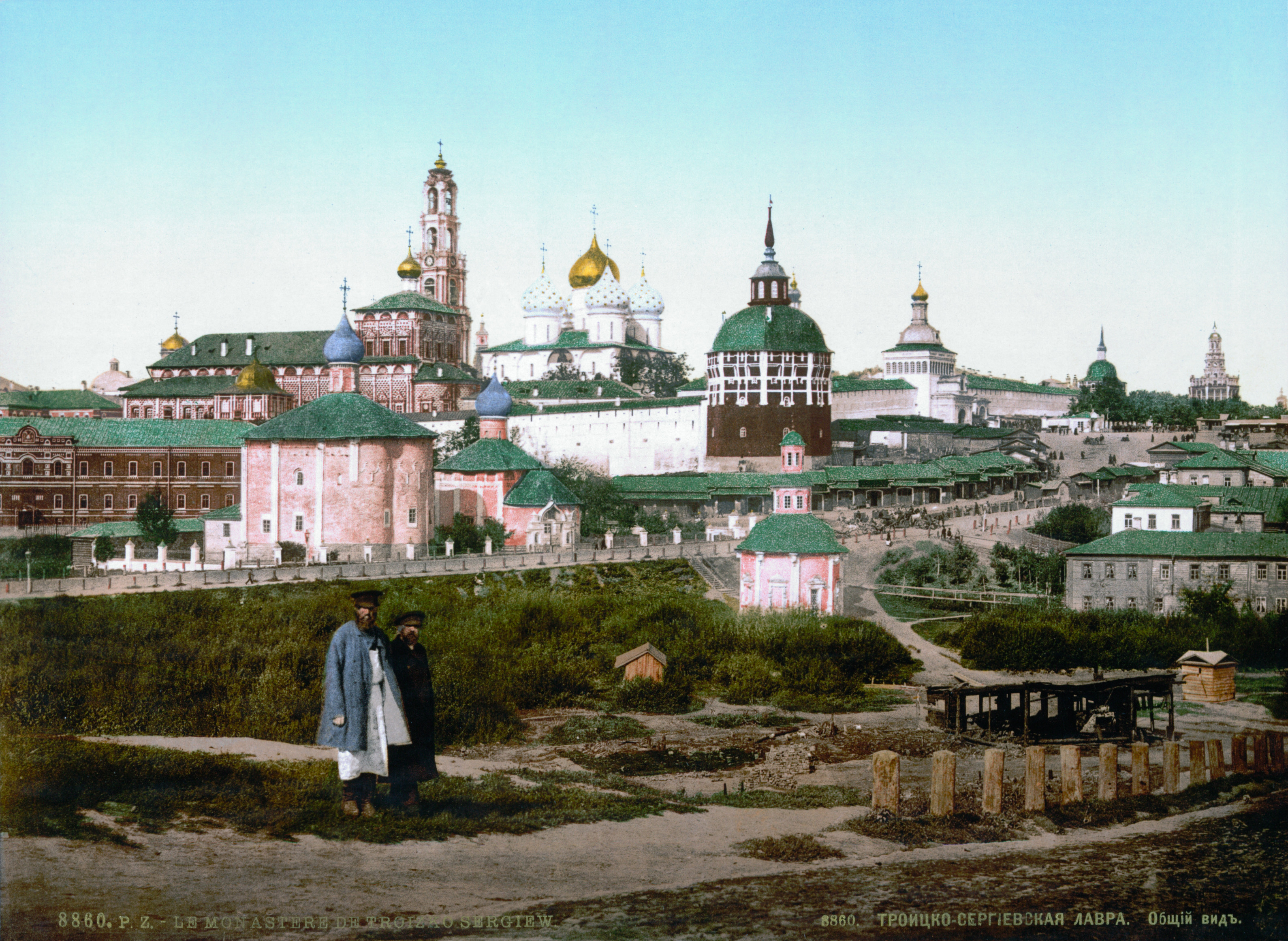
Das Dreifaltigkeitskloster Anfang des 20. Jahrhunderts

Mitte des 18. Jahrhunderts gab es vor den Klostermauern bereits so viele Dörfer und Handwerkerniederlassungen, dass sie sehr nah beieinander lagen und faktisch eine einzige Ortschaft bildeten. Damals wurde diese Ortschaft Possad genannt, was im Sprachgebrauch jener Zeit so viel wie „Handels-“ oder „Handwerkssiedlung“ bedeutete. Offiziell erfolgte die Gründung des Possad im Jahre 1782, im Zuge einer allrussischen Verwaltungsreform unter Zarin Katharina II. der Großen. Damals erhielt der Ort per Zarenerlass auch den Namen Sergijewski Possad, also „Possad des (Heiligen) Sergius“, sowie sein eigenes Stadtwappen.
Ende des 18. und im Laufe des 19. Jahrhunderts entwickelte sich der Possad wirtschaftlich unvermindert weiter, da die Zahl der Pilger noch weiter anstieg. Hiervon profitierten insbesondere die traditionellen Gewerbe dieser Gegend, nämlich die Ikonenmalerei und die Holzschnitzerei, da es unter Pilgern mittlerweile als ein Muss galt, beim Besuch des Klosters eine Ikone, ein Kreuz oder ein anderes Holzsouvenir als Andenken mitzunehmen. Entsprechend wurde die Infrastruktur der Siedlung in dieser Zeit ausgebaut: Im Possad entstanden im 19. Jahrhundert zahlreiche Gast- und Mietshäuser sowie Handwerksläden. 1845 wurde erstmals eine befestigte Straße von Moskau nach Sergijew Possad angelegt und 1862 war mit der Eisenbahnstrecke von Moskau nach Sergijew Possad eine der ältesten Bahnlinien Russlands fertiggestellt (sie wurde einige Jahre später bis Jaroslawl verlängert und im 20. Jahrhundert Teil der Transsibirischen Eisenbahn). Dies gab dem Handel einen weiteren Schub, so dass Sergijew Possad gegen Ende des 19. Jahrhunderts zu einem der größten Orte des Gouvernements Moskau aufstieg.

### Das Kloster und die Stadt im 20. Jahrhundert

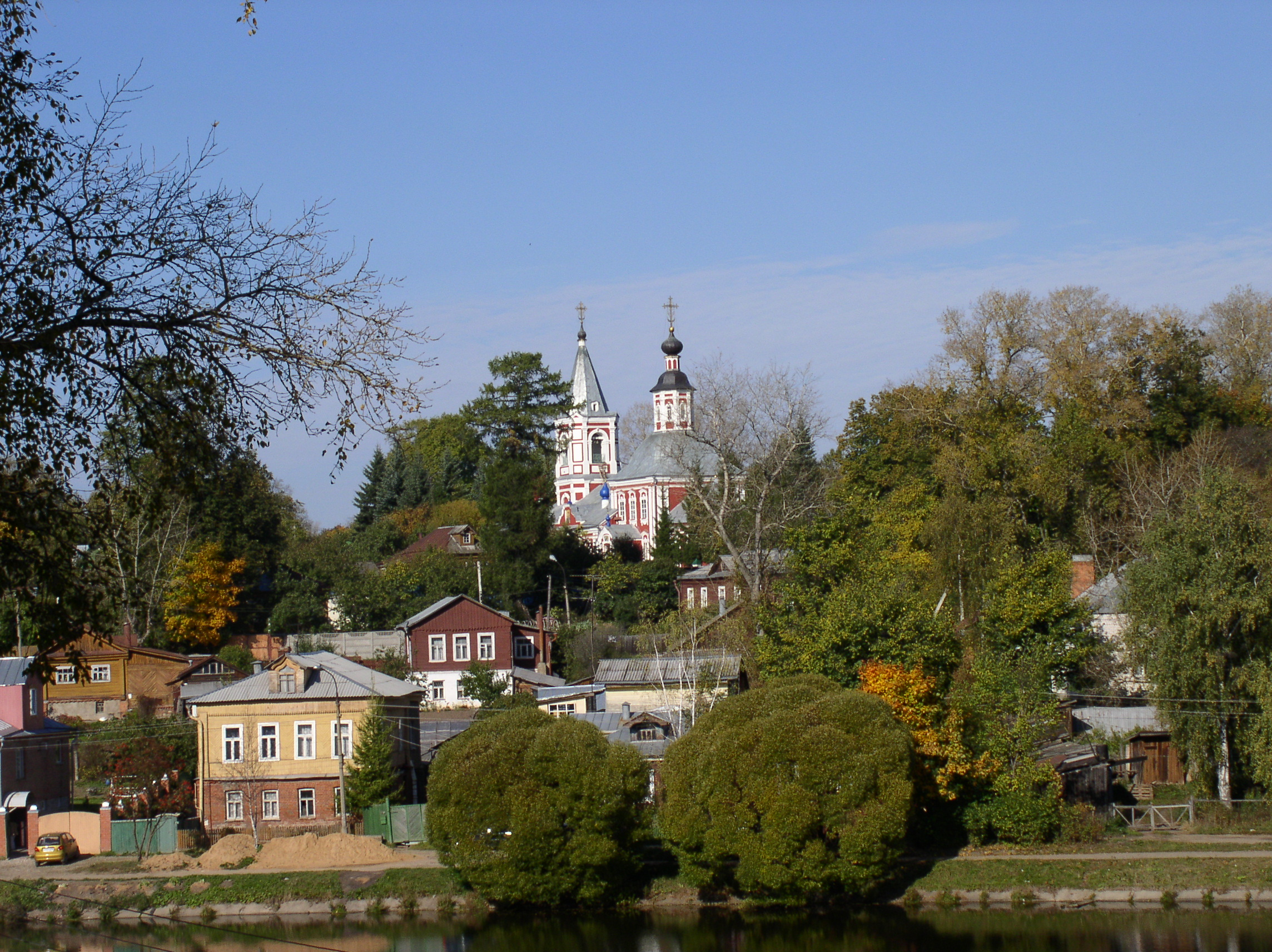
Blick auf die Altstadt und die Prophet-Elijah-Kirche

Nachdem die wirtschaftliche Entwicklung Sergijew Possads in den ersten beiden Jahrzehnten des 20. Jahrhunderts ihren vorläufigen Höhepunkt erreichte, hatten die Oktoberrevolution und der resultierende politische Umbruch in Russland ab dem Jahr 1917 gravierende Folgen für das Dreifaltigkeitskloster und die ganze Stadt. 1918 wurden das gesamte Ensemble und die Infrastruktur sowie die Besitztümer des Klosters zwangsverstaatlicht, und im November 1919 wurde das Kloster binnen einer Nacht geschlossen und geräumt. In den folgenden Jahren funktionierte man ein Großteil der Klosterbauten zu Wohn- oder Wirtschaftsgebäuden um, den Rest zum Geschichts- und Kunstmuseum.
Ebenfalls im Jahr 1919 erhielt der Ort offiziell den Status einer Stadt und wurde seitdem, da er nicht mehr als Kloster-Possad galt, einfach nur als Sergijew bezeichnet. 1930 wurde er schließlich zu Ehren des 1919 gestorbenen Revolutionärs Wladimir Sagorski (eigentlich Wladimir Lubozki) in Sagorsk umbenannt. In den 1940er Jahren stellte die sowjetische Regierung das mittlerweile in die Jahre gekommene Ensemble des ehemaligen Klosters als Ganzes unter Denkmalschutz. Es erhielt den Status eines Staatlichen Museumsreservats, was ihm einen ähnlich hohen Schutzstatus wie den des Moskauer Kremls brachte. Nach einer darauffolgenden umfassenden Rekonstruktion wurde das gesamte ehemalige Kloster für die Öffentlichkeit als Museum zugänglich gemacht. Parallel dazu wurde der Russisch-Orthodoxen Kirche erlaubt, einen Teil der Anlagen ab 1946 wieder als Männerkloster zu nutzen. Aufgrund des Status des Klosters als nationales Museumsreservat wurde Sagorsk 1969 als einzige Stadt der Oblast Moskau in das Ensemble des Goldenen Rings aufgenommen.

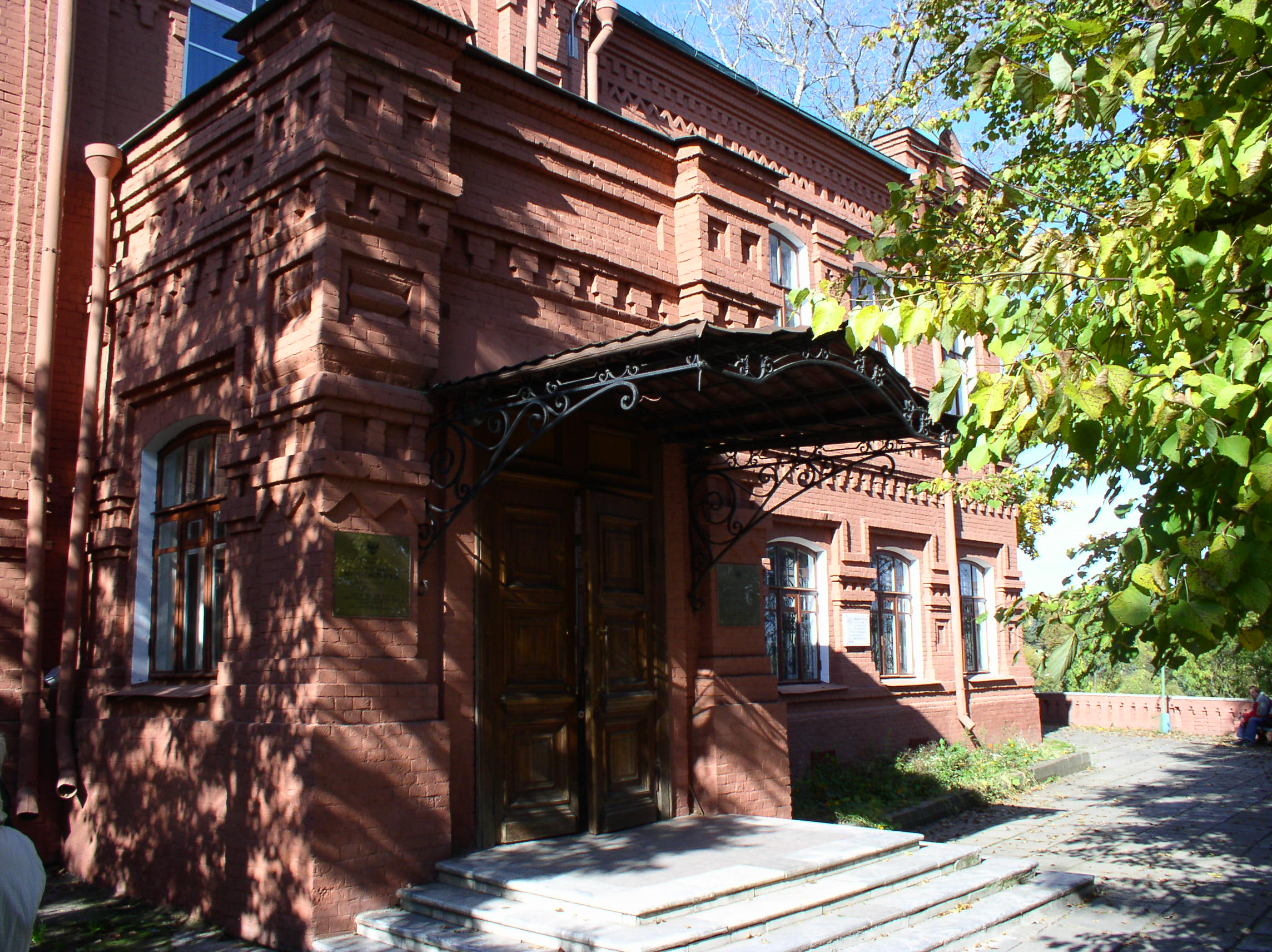
Spielzeugmuseum

Die Stadt selbst entwickelte sich indes zu Sowjetzeiten, wie auch viele Mittel- und Großstädte der Moskauer Region, als Industrieort, wobei hier nach wie vor die traditionellen Handwerke gepflegt wurden. So wurden in Sagorsk zwei Spielzeugfabriken aufgebaut, die sich auch der alten Traditionen des lokalen Holzschnitzerhandwerks bedienten. Insbesondere seien hier die weltweit bekannten Matrjoschkas genannt. Die älteren Erzeugnisse der hiesigen Holzschnitzer wurden im 1918 gegründeten Spielzeugmuseum der Stadt ausgestellt, wo sie bis heute besichtigt werden können.
Mit der Abkehr vom kommunistischen System in der Sowjetunion Ende der 1980er Jahre zog auch das geistliche Leben nach Sagorsk zurück: Das Kloster wurde an die Russisch-Orthodoxe Kirche zurückgegeben, und 1991 beschloss der Rat der Volksdeputierten der Oblast Moskau, der Stadt ihren alten Namen Sergijew Possad zurückzugeben, was im gleichen Jahr wirksam wurde. 1993 wurde das Klosterensemble von der UNESCO in die Liste des Weltkulturerbes aufgenommen. Nach der Rückgabe des Klosters an die Kirche etabliert sich hier neben dem Tourismus auch langsam wieder das religiöse Leben.
Bis zum Jahr 2008 konnten fast alle Teile der Klosteranlage renoviert werden, und sie wird heute wieder vermehrt von Pilgern und Touristen besucht.
Am 22. August 2011 wurde der erst seit wenigen Monaten im Amt tätige 35-jährige Bürgermeister, Jewgeni Duschko (Евгений Душко) morgens vor seinem Haus durch mehrere Schüsse aus einem Auto ermordet. Eine politische bzw. mafiöse Motivation wurde nicht ausgeschlossen, da die Beziehungen zwischen ihm und der örtlichen Geschäftswelt angespannt gewesen sein und er die von manchen als korrupt bezeichnete örtliche Wohnungswirtschaft mit Reformeifer angegangen haben soll. Die Tat ist angeblich nicht aufklärbar, wobei der Vater des Ermordeten Vertuschung vermutet. Am 1. November 2012 wurde der 29-jährige Polizist Sergei Mitjuschin (Сергей Митюшин) ermordet, der mutmaßlich Hintergrundinformationen zu dem Mord an Duschko gehabt haben soll.

### Bevölkerungsentwicklung
| Jahr | Einwohner |
| ---- | --------- |
| 1897 | 25.000    |
| 1926 | 21.000    |
| 1939 | 44.556    |
| 1959 | 73.578    |
| 1970 | 92.428    |
| 1979 | 107.144   |
| 1989 | 114.696   |
| 2002 | 113.581   |
| 2010 | 111.179   |

Anmerkung: Volkszählungsdaten (bis 1926 gerundet)

## Sehenswürdigkeiten

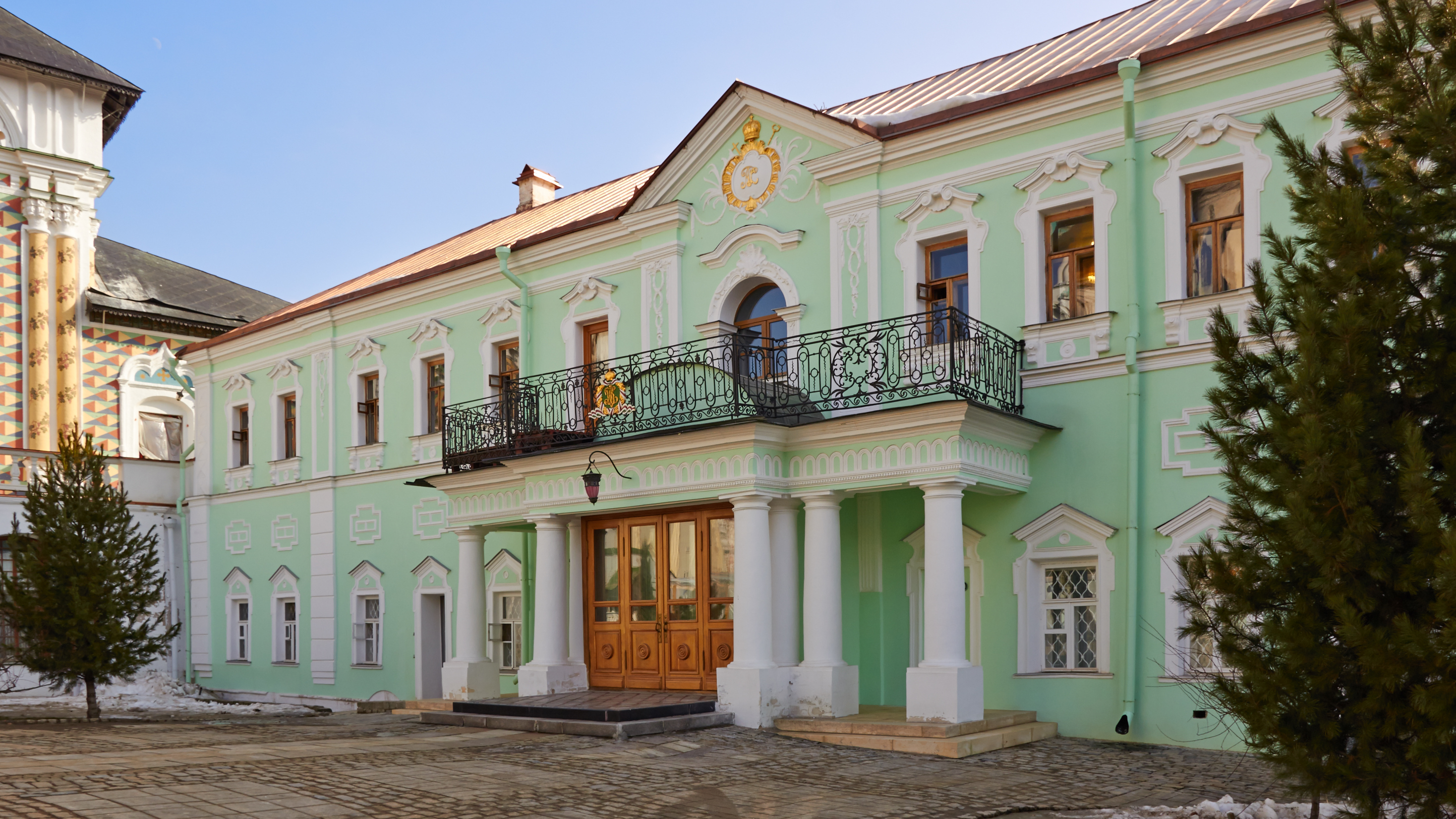
Patriarchenresidenz

Die wichtigste touristische Attraktion Sergijew Possads ist das Dreifaltigkeitskloster, das sich weithin sichtbar im Zentrum der Stadt befindet. Das älteste Bauwerk innerhalb des Klosters ist die 1422 erbaute Dreifaltigkeitskathedrale, die als Kern des Ensembles gilt. Weitere Kirchenbauten des Klosters sind unter anderem die Nikon-Kirche (1552), die Uspenski-Kathedrale (1585), die Kirche der Gottesmutter von Smolensk (1746–53) und der 88 Meter hohe Glockenturm (1741–68); insgesamt gibt es auf dem Klosterareal 13 Kirchen.
Sehenswert sind neben den Kirchenbauten auch das Refektorium und die Zarengemächer (beides 1686–92), das Gebäude der Patriarchenresidenz (1778) und die Familiengruft der Godunows (1782, darin auch die Grabstätte des Großfürsten Boris Godunow). Insgesamt beinhaltet das Ensemble rund 40 Bauwerke, die vom 15. bis zum späten 19. Jahrhundert errichtet wurden.
Unweit der Klostermauern, am gegenüberliegenden Ufer des Kellermeisterteichs, befindet sich das Sergijew Possader Spielzeugmuseum, das seit 1918 existiert und verschiedene Erzeugnisse von Spielzeugmachern aus ganz Russland sowie von einheimischen Holzschnitzern beherbergt. In der historischen Mitte Sergijew Possads befinden sich außerhalb der Klostermauern zudem mehrere historische Kirchenbauten, darunter die Freitagskirche (1547), die Prophet-Elijah-Kirche (1773) und die Himmelfahrtskirche (1766–79).

## Wirtschaft und Infrastruktur
Wichtigster Wirtschaftszweig in Sergijew Possad ist der Tourismus, dessen Ziel vor allem das Dreifaltigkeitskloster ist. Neben dem Fremdenverkehr spielt auch die Industrie eine nennenswerte Rolle im wirtschaftlichen Leben der Stadt, darunter die Herstellung von Spielzeug, die Nahrungsmittel- und Leichtindustrie, der Maschinenbau und die chemische Industrie. Nicht zuletzt aufgrund des Tourismus erlebt der Einzelhandel in Sergijew Possad seit den 2000er Jahren einen Aufschwung. In der Nähe der Stadt befindet sich das Kraftwerk Sagorsk.

## Verkehr

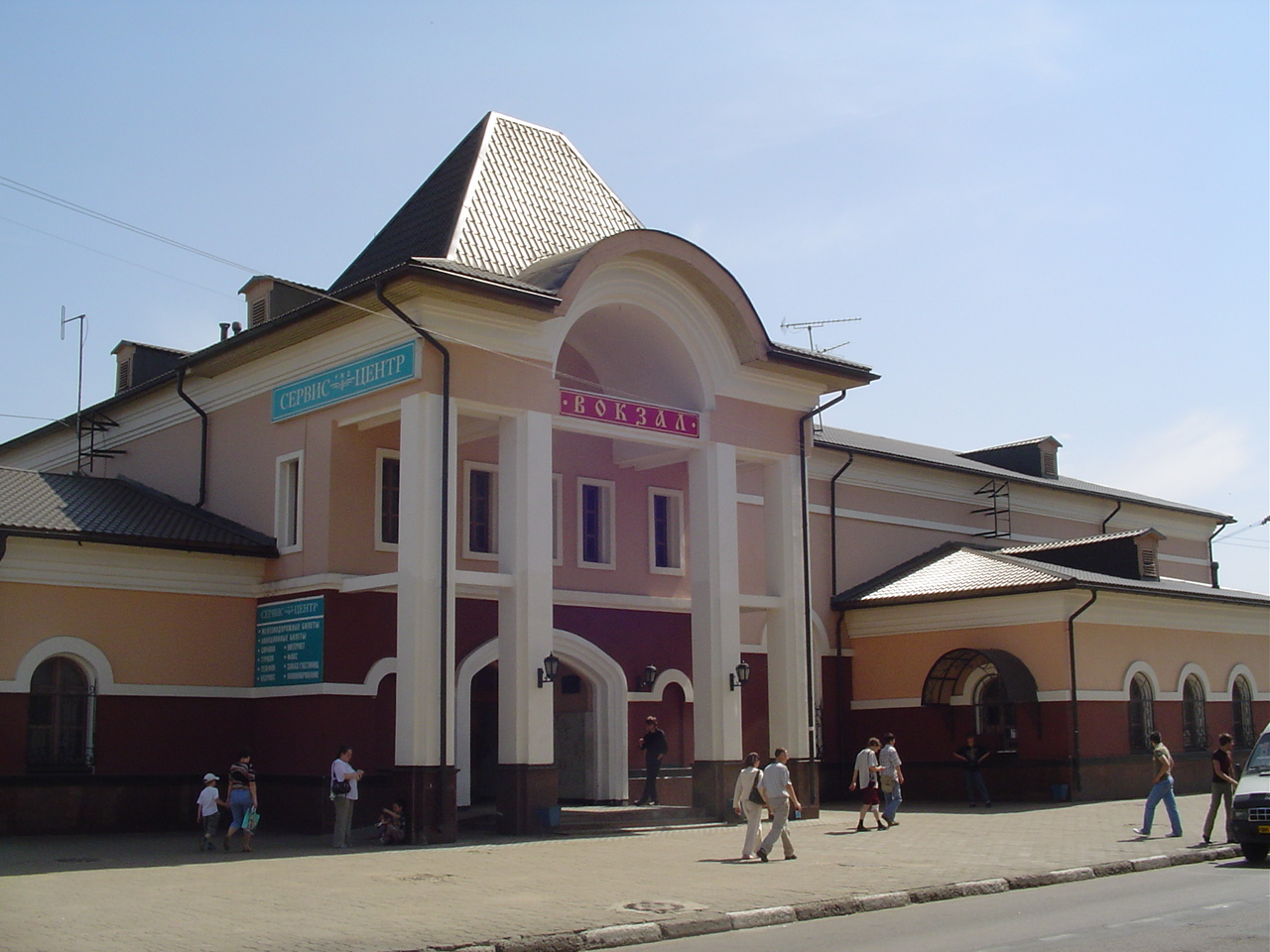
Der Bahnhof von Sergijew Possad

Die Stadt weist mit ihrer Lage an der Fernstraße M8 (Moskau – Sewerodwinsk), der Ringstraße A108 sowie an zwei Eisenbahnstrecken – der zentralrussischen Teilstrecke der Transsibirischen Eisenbahn (Moskau, Jaroslawler Bahnhof – Jaroslawl) und dem Großen Moskauer Eisenbahnring – eine gute Verkehrsanbindung auf. Nach Moskau bestehen Verbindungen sowohl mit regelmäßig verkehrenden Nahverkehrszügen (auch Elektritschki genannt) als auch mit mehreren Buslinien. Am Bahnhof von Sergijew Possad halten außerdem einige Fernzüge sowie Expresszüge von Moskau nach Jaroslawl über Alexandrow und Rostow. Der Haltepunkt Kilometer 39 des Großen Moskauer Eisenbahnrings befindet sich am nördlichen Stadtrand von Sergijew Possad; von dort bestehen Zugverbindungen nach Dmitrow.

## Städtepartnerschaften
Sergijew Possad listet folgende Partnerstädte auf:
| Stadt            | Land         | seit            |
| ---------------- | ------------ | --------------- |
| Achali Atoni     | Georgien     | 2007            |
| Bari             | Italien      | 2010            |
| Beroun           | Tschechien   | 1977            |
| Fulda            | Deutschland  | 1991            |
| Gniezno          | Polen        | 2007 (bis 2022) |
| Kefalonia        | Griechenland |                 |
| Rokytne          | Ukraine      |                 |
| Rueil-Malmaison  | Frankreich   | 1989            |
| Saldus           | Lettland     | 1964 (bis 2022) |
| Sarow            | Russland     | 2007            |
| Slonim           | Belarus      |                 |
| Sremski Karlovci | Serbien      |                 |
| Terracina        | Italien      | 2011            |
| Wagharschapat    | Armenien     | 2010            |

## Söhne und Töchter der Stadt
- Sergei Pitschugin (1881–1971), Maler
- Wladimir Golubew (1884–1954), Mathematiker
- Alexander Rou (1906–1973), Filmregisseur
- Sergei Tschernikow (1912–1987), Mathematiker
- Kirill Florenski (1915–1982), Geochemiker und Astronom
- Sergei Kondraschow (1923–2007), Generalleutnant
- Jewgeni Korolkow (1930–2014), Turner
- Juri Petrow (* 1955), Historiker
- Alexei Gromow (* 1960), Politiker
- Larisa Leisiö (* 1962), Linguistin und Hochschullehrerin
- Dmitri Cholodow (1967–1994), Journalist
- Nadeschda Smirnowa (* 1996), Fußballspielerin
- Said Karimulla Chalili (* 1998), Biathlet